# Gervais Quenard
Pour les articles homonymes, voir Quenard.
Le père Gervais Quenard, né Jean-Claude Quenard le 11 janvier 1875 à Chignin (Savoie) et mort à le 6 février 1961 à Rome, est un prêtre missionnaire français, supérieur général des Assomptionnistes (1923-1952). 

## Biographie

### Enfance
Jean-Claude Quenard nait en 1875, quatrième d'une fratrie de 10 enfants, dans le hameau du Villard à Chignin. À 12 ans, il rejoint quelques mois l'école de formation religieuse Notre-Dame des Châteaux à Beaufort, puis l'école Notre-Dame du Rosaire à Miribel-les-Échelles (Isère) nouvellement créée. À 15 ans, il rejoint l'école de Brian à Grane (Drôme), puis à 17 ans le noviciat assomptionniste de Livry (Seine-et-Oise). Étudiant timide, montrant de l'intérêt pour les missions, il devient le « frère Gervais » et prononce ses premiers vœux annuels le 12 août 1893. Le jour même, lui et les autres jeunes novices assomptionnistes quittent Livry pour Constantinople. Le 15 août 1894, il y prononce ses vœux perpétuels, au noviciat de Phanaraki.

### Missionnaire
À partir de 1896, il passe 8 ans à Jérusalem, où, en complément de la poursuite de ses études de philosophie puis de théologie, il participe à quelques travaux archéologiques, et devient professeur d'Écriture sainte en 1900. Il est ordonné prêtre le 20 août 1899 par le Patriarche latin de Jérusalem, Mgr Piavi.  
En 1899, il compose une plaquette à destination des pèlerins, Six jours à Jérusalem, puis coordonne l'écriture et la publication d'un volumineux Guide de la Palestine, ouvrage très documenté sur les richesses de la région et plus particulièrement le patrimoine religieux.
Mais il se lasse et rentre en France en 1904, via Rome, cherchant quelle suite donner à sa vie religieuse. Il se retrouve à Paris de 1904-1905, en pleine période de dissensions préalables à l'adoption de la loi de séparation des Églises et de l'État, à travailler aux Éditions Paris-Bonne Presse : il signe quelques articles dans la presse religieuse, parfois sous pseudonyme (Jean Gervais, Jean Arétas). Mais cette vie ne lui convient pas, il s'en ouvre à ses supérieurs, et se voit proposer une affectation à Vilna en Russie (aujourd'hui Vilnius en Lituanie), pays pour lequel il avait montré un intérêt, et qui connait en cette année 1905 une première révolution.
Il arrive enfin à Vilna fin 1905 pour sa nouvelle mission d'aumônier de la colonie française. Il fait de courts déplacements à Saint-Pétersbourg, Moscou, Kiev. Rappelé à Paris en 1908, il va à Rome et s'entretient avec le pape Pie X de sa mission et de la situation en Russie. Son retour à Vilna est de courte durée : le Père Général des Assomptionnistes le charge d'une nouvelle mission : la direction du collège Saint-Augustin à Philippopoli (aujourd'hui Plovdiv), la deuxième plus grande ville de Bulgarie, où il arrive fin septembre 1908, au milieu des troubles qui voient la Bulgarie affirmer son indépendance de l'Empire ottoman (22 septembre 1908), et le prince Ferdinand de Saxe-Cobourg Gotha se proclamer roi sous le nom de Ferdinand Ier. Le père Gervais rencontre une première fois le nouveau roi, petit-fils du roi des Français Louis-Philippe Ier par sa mère Clémentine d'Orléans, dès le 9 octobre 1908. Les jeunes princes Boris et Cyrille (qui ont comme leurs sœurs Nadejda et Eudoxie été baptisés catholiques alors que leur père se tourne finalement vers l'orthodoxie) feront plusieurs séjours au collège, occasion de nouveau échanges entre le roi et le père Gervais. 
La période est troublée : la Bulgarie se lance en 1912 dans la première Guerre balkanique, puis se retrouve en 1915 alliée à l'Allemagne et l'Autriche lors de la Première Guerre mondiale. Les tracasseries contre les religieux (surtout catholiques) se multiplient, et le père Gervais est finalement expulsé de Bulgarie en novembre 1915, avec les autres frères professeurs. Il s'installe alors à Bucarest en Roumanie, alors neutre, mais qui se range du côté des Alliés en septembre 1916. Mais dès octobre 1916, les pères doivent fuir vers le nord devant l'avancée des troupes allemandes. C'est à Iassy qu'ils s'installent, dans une mission sanitaire. Le typhus fait des ravages chez les soldats blessés, la colonie française et la population de la région tout entière. En 1917, le père Gervais fait deux allers-retours à Odessa, alors que la Russie est en pleine révolution. Dès l'Armistice, il choisit de retourner en Bulgarie à Plovdiv, où il arrive le 15 janvier 1919 et, après quelques travaux de réparation, il peut rouvrir le collège Saint-Augustin dès le 14 février 1919.
En juillet 1919, à la demande des autorités bulgares, il fait partie de la délégation de diplomates venus défendre les intérêts de la Bulgarie dans les négociations d'après le traité de Versailles qui aboutirent au traité de Neuilly. Le gouvernement bulgare lui décerne la croix de commandeur de l'ordre du Mérite civil pour son action.
En septembre 1920, le père Gervais est nommé supérieur de la Mission d'Orient, et il s'installe à Chalcédoine (aujourd'hui Kadıköy), sur la rive asiatique de Constantinople, en pleine guerre gréco-turque (1919-1922).

### Supérieur général des Assomptionnistes
En janvier 1923, le père Gervais est élu supérieur général des Assomptionnistes, poste basé à Rome. Il est le premier surpris de cette élection. Il a 48 ans. Dès la remise de son décret de nomination par le cardinal Vannutelli, il entreprend une réorganisation de l'ordre en 4 provinces ; il visite l'Amérique en 1925 (États-Unis, Chili), puis l'Europe centrale, la Russie, le Congo en 1935, la Mandchourie en 1937, etc. Il s'attache notamment à rapprocher les différentes familles assomptionnistes, et en particulier les familles féminines.
En 1929, il est réélu à la tête de la congrégation pour un nouveau mandat de 12 ans, à l'issue d'un chapitre général de l'ordre. 
En France, alors que l'Action française monte en puissance, il veille à se faire le relais de la condamnation par le pape Pie XI des thèses nationalistes. Il s'attache à organiser la presse catholique au sein d'une nouvelle « Société anonyme de la Bonne Presse » (ancêtre du Groupe Bayard), qui édite notamment La Croix. 
Dans les années 1930, l'ordre est en pleine croissance, en Europe, Asie, Afrique et Amérique : entre 1929 et 1935, la congrégation passe de 864 à 1 164 religieux.
Pendant la Deuxième Guerre mondiale, le père Gervais, qui a dû quitter Rome, vit principalement en France, à Paris. Mais la guerre empêche les liens entre les différents sites de la congrégation, que ce soit en France entre zone libre et zone occupée, ou plus encore entre le siège de l'ordre et les missions à l'étranger. Alors que la libération de la France n'est pas encore achevée, il rédige un Appel à la réconciliation nationale le 17 septembre 1944, qu'il rend public début janvier 1945. 
Dès la fin du conflit, il retourne s'installer à Rome, où il est reçu par le pape Pie XII.

### Dernières années et retraite

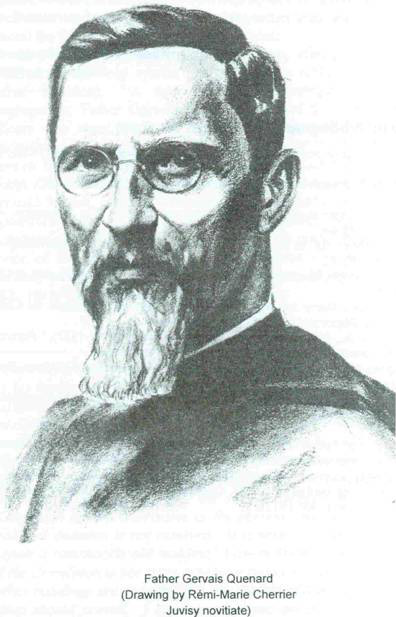
Le père Gervais

En 1946, à l'issue d'un nouveau chapitre général, le père Gervais Quenard est réélu pour 12 ans à la tête de la congrégation. Il reprend ses voyages, notamment une visite de 6 mois en Amérique en 1948 pour visiter les missions aux États-Unis, à Panama, en Colombie, au Pérou, en Équateur, en Argentine. Mais il ne parvient pas à donner un second souffle à l'ordre, qui connait alors une certaine perte d'influence. Les missions en Europe de l'Est et en Extrême-Orient, pays qui passent sous le joug communiste, doivent notamment être fermées.
En 1950, il préside aux cérémonies marquant le centenaire de la congrégation assomptionniste, qui coïncide avec la proclamation solennelle par Pie XII, le 1er novembre 1950, du dogme de l'Assomption de Marie. 
En 1952, il abandonne ses fonctions de supérieur général, à 77 ans, à la moitié de son mandat. Dès lors, il fait toujours quelques voyages, et continue à écrire.
Il meurt à Rome, le 6 février 1961, à 86 ans. Il est inhumé au cimetière de Campo Verano, dans le caveau des Assomptionnistes.

## Œuvres
- L'Évangile du Royaume de Dieu, Maison de la Bonne Presse, Paris, 1935, 420 p.
- Tout l'Évangile, Lethielleux, Paris, 1953, 750 p.

## Distinctions
- Chevalier de la Légion d'honneur (1952)[5], sur proposition de l'ambassadeur de France près le Saint-Siège Wladimir d'Ormesson[6]
- Prix Verrière de l'Académie française (1937)[7]

### Article lié
- Assomptionnistes